# Szametz András
Szametz András (Hódmezővásárhely, 1810. november 1. – Hódmezővásárhely, 1899. július 19.) szűcsmester, törvényhatósági bizottsági tag, közéleti személyiség. 1848-ban saját vagyonából megszervezte a Bercsényi szabadcsapatot, s küzdött az összeomlásig. 1869-ben megalakította az első olvasókört Hódmezővásárhelyen, amelynek huszonnyolc éven át elnöke volt.

## Életútja
Hódmezővásárhelyen, evangélikus iparoscsaládban látta meg a napvilágot 1810. november 1-jén. Édesapja id. Szametz György szűcsmester, édesanyja Jároli Zsuzsanna (1769–1854). Édesapjához és bátyjához hasonlóan a szűcsmesterséget tanulta ki és vált szakmája mesterévé az 1830-as évek elején. Mesterlevelének megszerzése után teljes jogú tagjává vált a hódmezővásárhelyi szűcs céhnek, ahol 1836. december 18-án viselt először tisztséget, mint céhjegyző. Erre a tisztre négy évvel később is megválasztották. 1847-ben a testületnél úgynevezett kisbejáróként működött.
1834-ben nősült meg először, a nagyszentmiklósi születésű Horek Juliannát (1818–1872) vette feleségül. Öt gyermeket tudtak felnevelni, többi gyermekük korán meghalt. Nyolcvanhat esztendősen, 1896-ban másodszor is megnősült, Kovács Juliannát (1845–1906) vette feleségül.

## A szabadságharcban betöltött szerepe, politikai pályája
Kezdettől fogva támogatta a forradalom eszméit, majd a harci események során, Kossuth Lajos hívó szavának eleget téve megszervezte – jórészt magánvagyonából – a Bercsényi szabadcsapatot szülővárosában. Harmincnyolc éves volt, amikor nemzetőr századossá nevezte ki a forradalmi kormányzat. Rendfokozatát – a hagyomány szerint – a toborzó körúton Hódmezővásárhelyen is megforduló Kossuth Lajostól kapta. A szabadságharc bukása után nem hagyta el Vásárhelyt, hanem ismét szűcsmesterként dolgozott, a megtorlás szerencsére nem érintette.
A kiegyezést követően a Kossuth-párti szélsőbal helyi prominenseként tevékenykedett, aktív részt vállalva a politikai csatározásokból. Nem fogadta el a kiegyezést, és ezen álláspontja miatt – röplapterjesztés ürügyén – tizennyolc napig fogságban volt.
Helyi függetlenségi és negyvennyolcas pártelnökként, közgyűlési képviselőként, 1873-tól törvényhatósági bizottsági tagként fontos szerepe volt abban, hogy Hódmezővásárhelyen a kiegyezést követően jórészt – a szabadelvű (67-es) Kovács Ferencet leszámítva – 48-as programot valló követeket küldött az országgyűlés képviselőházába. 1865-től 1883-ig városi tisztviselő is volt: kórházi gondnokként működött.

## Olvasókör- és egyházszervezői pályafutása
A függetlenségi, 48-as eszméket is népszerűsítette az első olvasókörök életre hívásával. 1869. november 3-án a tabáni Pálffy utca 22. szám alatti házban a frissen megalakult (Tabáni) Első Olvasó Népkör előbb ideiglenes jelleggel, majd „véglegesen” elnökévé választotta. A következő évtizedben még néhány olvasókör megalakulásában segédkezett. A Tabáni Olvasókört huszonkilenc évig vezette. A tagság az évindító tisztújító közgyűléseken mindig egyhangúlag, vagy többséggel választotta elnökké. Vezetése alatt a kör jelentős hazafias és kulturális tevékenységet fejtett ki: megemlékezett a forradalom és szabadságharc évfordulóiról, gyűjtötte a ma már nemzeti kulturális örökségnek számító munkákat, levelezés révén kapcsolatot tartott fenn az emigráns Kossuthtal.
De nemcsak olvasóköröket hozott létre, hanem próbálkozott egyéb közhasznú egyesületek alapításával is. Így például 1871-ben többedmagával tűzkárbiztosító intézetet szeretett volna létrehozni, amelyet 1872-ben a belügyi tárca nem engedélyezett, vagy 1873-ban egyik kezdeményezője a Sziksósfürdő- és Színházépítő Társaságnak.  Ez az egyesület sem működött sokáig, mert alapszabálya szintén nem kapott minisztériumi jóváhagyást.
1879-ben létrehozta a vásárhelyi unitárius egyházat, amelynek főgondnoka lett.

## Emlékezete

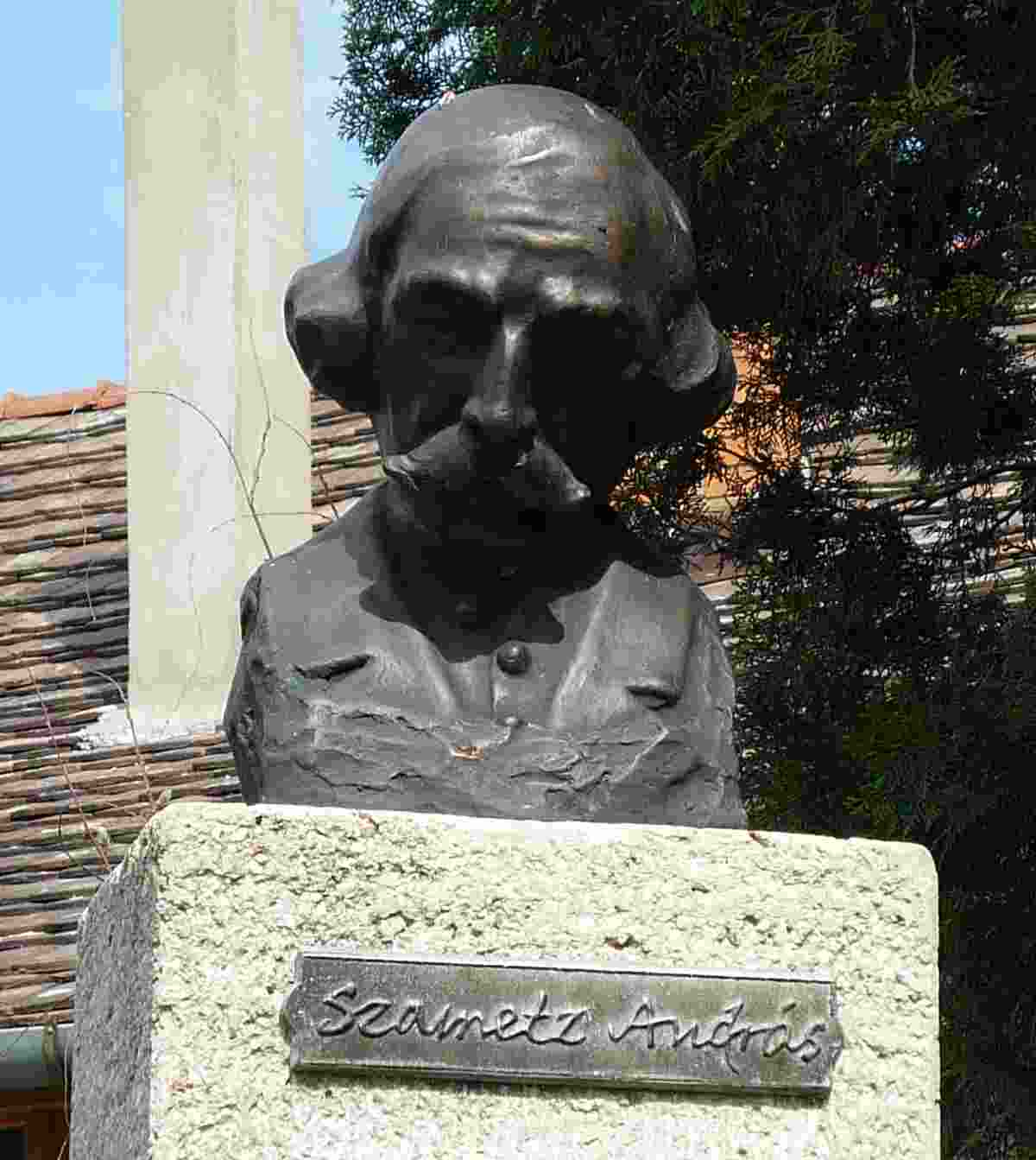
Mellszobor a susáni olvasókörben

Szametz életének utolsó három évét már súlyos betegen, jórészt ágyhoz kötötten töltötte. Második felesége, Kovács Julianna viselte gondját, egészen 89 éves korában bekövetkező haláláig.
A jelenlegi olvasókörök sem felejtették el Szametz Andrást. Ünnepségeiken a szónokok gyakran hivatkoznak rá, mint Hódmezővásárhely első, illetve Nagy-Magyarország második olvasóegyletének alapítójára, vagy mint a vásárhelyi olvasókörök „atyjára”. Emlékét jelenleg egy kopjafa őrzi az unitárius temetőben (Hegyi Flórián fafaragó alkotása, melyet Szametz halálának centenáriuma alkalmából, 1999. július 17-én avattak fel). 2007 tavaszán ugyancsak a susáni Szabadság Olvasókör udvarán a város nevében Almási István alpolgármester és az egyesület tisztikara felavatta Szametz Andrásnak, mint az olvasókör 134 évvel korábbi kezdeményezőjének Návay Sándor szobrászművész által alkotott mellszobrát.

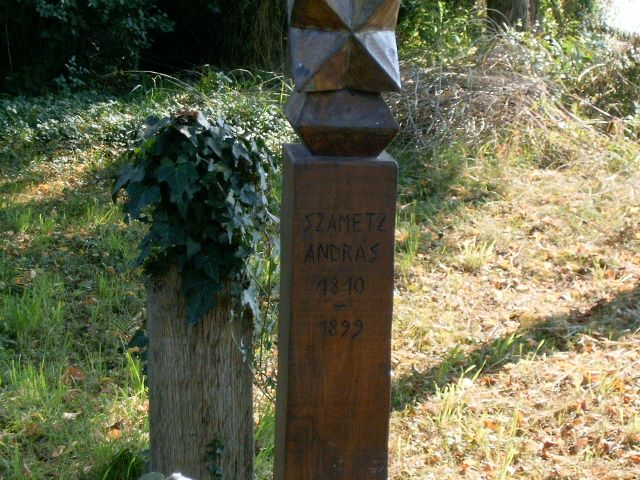
Sírhely az unitárius temetőben